# Bertrando Spaventa
Bertrando Spaventa (Bomba, 26 giugno 1817 – Napoli, 20 febbraio 1883) è stato un filosofo e politico italiano.

## Biografia
Fratello maggiore del patriota Silvio Spaventa, Bertrando nacque da un'agiata famiglia borghese. Sua madre, Maria Anna Croce, sposata con Eustachio Spaventa, fu prozia del filosofo Benedetto Croce. All'anagrafe venne registrato come Beltrando.
Studiò presso il Seminario diocesano di Chieti e venne ordinato sacerdote: nel 1838, ottenuto l'incarico di docente di matematica e retorica presso il locale seminario, si trasferì col fratello a Montecassino. La sua formazione continuò a Napoli, dove giunse nella seconda metà del 1840 e si dedicò anche allo studio del tedesco e dell'inglese; fu infatti tra i primi a studiare i filosofi stranieri nella loro lingua originale. Si avvicinò ai circoli liberali e a pensatori come Ottavio Colecchi e Antonio Tari. Fondò una scuola privata di filosofia; inoltre partecipò alla redazione de Il Nazionale, il giornale fondato e diretto dal fratello Silvio.
Nel 1848, dopo l'abrogazione della Costituzione da parte di Ferdinando II, fu costretto a lasciare Napoli per trasferirsi prima a Firenze, quindi a Torino, dove depose l'abito sacerdotale e divenne giornalista scrivendo su giornali e riviste piemontesi: Il Progresso, Il Cimento, Il Piemonte, Rivista Contemporanea. È nel periodo torinese che Spaventa si avvicinò al pensiero di Hegel ed elaborò il proprio sistema filosofico e il pensiero politico: pubblicò, tra l'altro, una serie di saggi in cui polemizzava con La Civiltà Cattolica, la rivista dei Gesuiti, rifiutando l'idea di religione come passo necessario per lo sviluppo umano.
Egli in tal modo condivise con altri esuli napoletani gli stessi fermenti patriottici e liberali che avevano nell'idealismo hegeliano il loro motivo ispiratore.
Era un bisogno irresistibile ed universale, che li spingeva ad un ignoto e splendido avvenire, all'unità organica dei diversi rami della cognizione umana; gli studiosi di medicina, di scienze naturali, di diritto, di matematiche, di letteratura, partecipavano al general movimento, ed ambivano soprattutto, come gli antichi italiani, di essere filosofi. Chi può ridire la gioia, le speranze, l’entusiasmo di quel tempo? Chi può ridire l’affetto col quale si amavano i giovani professori e gli allievi, e insieme procedevano alla ricerca della verità? Era un culto, una religione ideale, nella quale si mostravano degni nepoti dell'infelice Nolano.»
(Bertrando Spaventa, Studii sopra la filosofia di Hegel, Torino, «Rivista Italiana», 1850)
Nel 1859 ottenne la cattedra di Filosofia del Diritto presso l'Università di Modena, poi quella di Storia della Filosofia presso l'Università di Bologna (1860) e, l'anno successivo, quella di Filosofia a Napoli. E proprio a Napoli, tra il novembre e il dicembre del 1861, Spaventa tenne le lezioni in cui espose le sue teorie sul rapporto di circolarità tra pensiero italiano ed europeo.
Scopo di questa interpretazione era quello di liberare la cultura filosofica italiana dal suo provincialismo, attraverso la diffusione nella penisola dell'idealismo tedesco, in particolare hegeliano.
Spaventa fu anche deputato del Regno d'Italia per tre legislature: fu sostenitore di una politica laica e legata a un forte senso dello Stato, considerato come sorgente dei princìpi e dei valori ispiratori di un armonioso sviluppo civile, da cui gli individui e la comunità devono trarre l'alimento necessario per una crescita «ordinata e corretta».

## Dottrina
Secondo Gentile, il pensiero di Bertrando Spaventa poggia su tre cardini fondamentali:
- la tesi della «circolazione europea del pensiero italiano» che dimostri il percorso dinamico della filosofia moderna attraverso l'Europa e il suo ritorno in Italia dove aveva avuto origine;
- la riforma della dialettica hegeliana, per salvare l'identità di essere e pensiero escludendo ogni presupposto «oggettivo» esterno al pensare;
- il recupero dell'aspetto pratico nel processo conoscitivo che eviti la caduta in un «astratto idealismo».[3]

### La circolazione del pensiero europeo
La tesi spaventiana della circolazione del pensiero europeo si articola in due passaggi:
- l'affermazione che la filosofia italiana del Rinascimento, connotata dal naturalismo e dall'immanentismo, ha precorso la filosofia moderna, giungendo attraverso Spinoza agli idealisti tedeschi Fichte, Schelling, Hegel.
- il ritorno in Italia della filosofia moderna, con la riappropriazione dei filoni spiritualistici europei da parte di Rosmini e Gioberti.

Mentre per la critica tradizionale la filosofia italiana era caratterizzata dalla sua ininterrotta fedeltà alla linea platonico-cristiana, lo Spaventa cercò di dimostrare, con gli studi dedicati al pensiero del Rinascimento, che la filosofia moderna, laica e idealistica, generalmente associata alla Riforma luterana, in realtà era nata in Italia, pur essendosi arrestata poi a causa della Controriforma, per conoscere il suo massimo sviluppo in Germania: egli interpretò con chiave di lettura hegeliana questo progressivo passaggio dello Spirito filosofico dall'Italia all'Europa, e il suo successivo ritorno, sottolineando la continuità del razionalismo di Cartesio col principio innatistico di Tommaso Campanella della cognitio abdita, dell'empirismo di John Locke con la campanelliana cognitio illata («nozione acquisita»), dell'immanentismo di Baruch Spinoza col panteismo di Giordano Bruno, del criticismo di Immanuel Kant con la «metafisica della mente» di Giambattista Vico, mentre poi Pasquale Galluppi e Antonio Rosmini si sarebbero riappropriati inconsciamente di quello stesso spirito permeato dal kantismo, come Vincenzo Gioberti di quello dell'idealismo tedesco.
(Bertrando Spaventa, Prolusione alle lezioni di Storia della filosofia nell'Università di Bologna, Modena, Regia Tipografia Governativa, 1860)
Uno dei propositi di Spaventa, giustificato dalla stessa tesi della circolazione del pensiero europeo, era il tentativo di far uscire gli intellettuali italiani dal provincialismo stagnante in cui versavano, apportando loro gli elementi più innovativi del pensiero idealistico d'oltralpe, per dare un fondamento filosofico-culturale al processo rivoluzionario dell'unificazione nazionale. 
La rivoluzione storica da attuare, per Spaventa, non era il programma neoguelfo del Primato morale e civile di Gioberti che ripudiava in blocco la filosofia moderna, ma andava intesa hegelianamente come «storia della libertà», nella quale lo spiritualismo non significava un'involuzione, bensì un riallineamento alle nazioni più avanzate.
(Bertrando Spaventa, Principii di Filosofia, 1867)

### La riforma della dialettica hegeliana

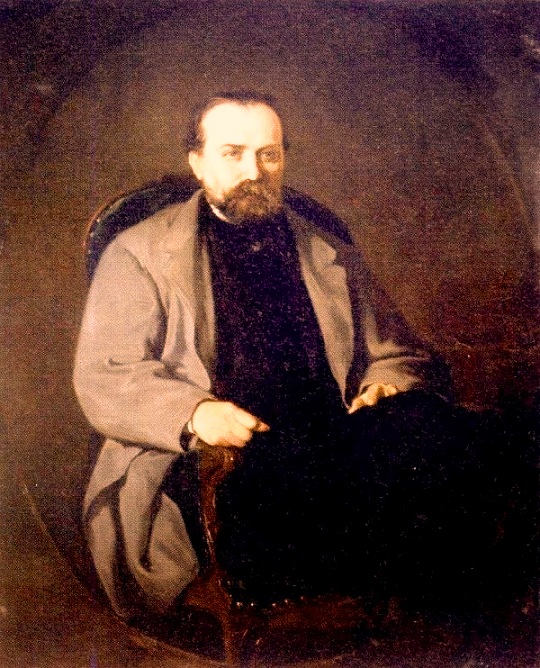
Bertrando Spaventa ritratto da Teofilo Patini

Spaventa non si limitò a recepire passivamente l'hegelismo, ma diede avvio ad una sua profonda revisione, introducendovi temi originali che cercò di riprendere dalla tradizione autoctona italiana.
In particolare, cercò di rispondere alle critiche di Trendelenburg, il quale non vedeva come dal primo momento della Logica hegeliana, quello dell'Essere puro e indeterminato, potesse scaturire il divenire dialettico del pensiero, se non tramite un'indebita intromissione dal di fuori.
Per dimostrare l'identità dell'essere col pensare, e quindi che l'Idea è intrinseca alla realtà storica, avente come scopo la libertà, Spaventa sostenne l'esigenza di «mentalizzare» o «kantianizzare» la logica di Hegel, unificando quest'ultima con la fenomenologia, cioè col percorso conoscitivo del singolo individuo umano, che diventa progressivamente autocosciente di avere in sé stesso, nella propria mente, tutta la realtà assoluta logicamente articolata.
Egli riformava così la dialettica hegeliana nell'ottica di Kant e Fichte, ritenendo prevalente l'atto soggettivo della coscienza trascendentale rispetto ad ogni presupposto oggettivistico, valorizzando inoltre il momento finale dello Spirito rispetto alle fasi precedenti della Logica e della Natura, situate fuori dall'autocoscienza. È la Mente la protagonista di ogni originaria produzione.
In maniera simile a Kuno Fischer, infatti, la deduzione hegeliana, che dalla contrapposizione di essere e nulla faceva scaturire il divenire, venne intesa da Spaventa in senso kantiano e fichtiano dando il primato alla sintesi unificatrice del divenire: è il pensare, nel suo perenne fluire, che dà luogo all'essere, il quale, originariamente indeterminato e perciò im-pensabile, si rivela un non-essere, essendo posto all'interno del pensare stesso.
Per questo primato assegnato all'atto del pensare, Spaventa farà da apripista all'idealismo attuale di Gentile.

### Prassi e concretezza nel processo conoscitivo
Per contrastare l'avanzata del positivismo che era penetrato in Italia dopo la raggiunta unità nazionale, di fronte all'esaurirsi delle spinte ideali che avevano caratterizzato il Risorgimento, Spaventa si impegnò nella valorizzazione dell'aspetto pratico del processo conoscitivo, per evitare la caduta in un «astratto idealismo, che non cura né pregia il sapere sperimentale».
In particolare riprese da Vico una concezione pratica e storica della metafisica dell'Assoluto, intendendo l'autocoscienza hegeliana (quale Begierde, cioè «appetizione») come Umanità, ovvero impeto che agisce nel soggetto umano.
Analogamente Spaventa poteva sostenere, nel tracciare la storia spirituale d'Italia, che è il soggetto umano a dare concretezza e coscienza di sé al processo storico.
La Riforma della modernità che aveva abolito i vecchi principi della filosofia scolastica si basava per l'appunto sull'immanenza di Dio e sulla capacità della coscienza umana di autodeterminarsi e di accedere direttamente all'Infinito, come già avevano enunciato Bruno e Campanella. Il riconoscimento del valore infinito dell'uomo ebbe ripercussioni anche sulla concezione etico-politica di Spaventa, stimolando studi e interessi sulla filosofia hegeliana del diritto.
Permase in Spaventa una viva concezione etica dello Stato, che lo indusse a rinvenire nell'idealismo hegeliano la sintesi tra la corrente post-illuministica, basata sull'arbitrio individuale e su una concezione meramente contrattualistica dello Stato, ed il cattolicesimo liberale, fondato viceversa sull'arbitrio divino e sull'aderenza dogmatico-confessionale al principio d'autorità.
Il liberalismo di Spaventa rigettava l'individualismo che privilegiava l'interesse del singolo portandolo a servirsi dell'organismo universale per i propri fini, distruggendo la società. Allo Stato spetta dunque la funzione "pedagogica" di promuovere gli interessi di tutti, tutelando la famiglia, in cui si forma l'individuo, e al contempo la società civile.
(Bertrando Spaventa, Studi sull'etica hegeliana, 1869)
Poiché il potere stesso dello Stato può essere utilizzato da un individuo o da una classe in vista dei suoi interessi di parte, Spaventa accetta il modello costituzionale, sebbene non privo di conflitti tra particolarità e universalità, nel quale «la personalità dello Stato sia elevata sopra le lotte sociali». Ripudiando l'astratto cosmopolitismo, lo Stato va dunque inteso come l'immanenza di Dio, dell'universalità dello Spirito calato nella concretezza della «nazionalità» dei popoli, tutti uguali «fratelli dell'umana famiglia».

## Fortuna
(Gaetano Arfé, L'hegelismo napoletano e Spaventa, in «Società», p. 47, n. 1, Firenze, 1952)
Bertrando Spaventa fu uno dei maggiori teorici che si sforzarono di dare un'impronta ideale e spirituale al percorso risorgimentale verso l'unità d'Italia, non limitata all'ambito accademico, come riconobbero in seguito storici e studiosi del Risorgimento.
(Sergio Landucci, L'hegelismo in Italia nell'età del Risorgimento, in «Studi storici», p. 615, anno VI, n. 4, Roma 1965)
L'opera di Spaventa influenzerà profondamente, attraverso la mediazione di Donato Jaja, anche l'idealismo italiano di Giovanni Gentile, il quale portò a termine il lavoro di «kantianizzazione» o «mentalizzazione» di Hegel avviato da Spaventa, trasformando la sua dottrina in un compiuto «attualismo», o filosofia dell'atto, basata cioè sul perenne dinamismo dell'atto del pensiero.
Gentile curò inoltre nel 1908 la pubblicazione della spaventiana Prolusione e introduzione alle lezioni di filosofia nella Università di Napoli, rinominandola significativamente La filosofia italiana nelle sue relazioni con la filosofia europea, ritenendola un'opera di carattere non solamente storiografico, ma soprattutto fenomenologico, in cui cioè lo Spirito del Pensiero Italiano esprimeva la sua ritrovata coscienza di sé e delle sue relazioni con la storia d'Europa.
Gentile si confrontò ampiamente con Spaventa nella propria Riforma della dialettica hegeliana (1913), oltre a raccogliere e sistemare alcuni suoi scritti inediti (tra cui un Frammento del 1881 giudicato uno snodo importante verso la genesi del proprio attualismo) contribuendo alla riscoperta e alla rinascita degli studi intorno alla dottrina spaventiana.
Anche l'idealista Benedetto Croce, che dopo la morte dei genitori andò a vivere da Silvio Spaventa, seguì le lezioni di Bertrando, apprezzandone soprattutto lo spirito profondamente liberale.
Altri scolari, o allievi della scuola hegeliana del filosofo abruzzese furono Francesco Fiorentino (1834–1884), Sebastiano Maturi (1843–1917), il già ricordato Donato Jaja (1839–1914), Filippo Masci (1844–1922), Felice Tocco (1845–1911), Antonio Labriola (1843–1904), Nicolò d'Alfonso (1853–1933).
Nuovi studi sono sorti in occasione del bicentenario della nascita di Spaventa e De Sanctis, entrambi nati nel 1817.

## Opere principali
- La filosofia di Kant e la sua relazione colla filosofia italiana, Unione Tipografica-editrice, Torino 1860.
- Principii di filosofia, 2 voll., Napoli, Stabilimento Tip. Ghio, 1867.
- Studi sull'etica di Hegel, Napoli, Stamperia della Regia Università, 1869.
- La filosofia di Vincenzo Gioberti, Tip. del Tasso, Napoli 1870.
- Saggi critici di filosofia, politica e religione, Roma, Tip. Giordano Bruno, 1899.
- La dottrina della conoscenza di Giordano Bruno, Napoli, Stamperia della Regia Università, 1900.
- Principi di etica, Napoli, Pierro, 1904.
- La filosofia italiana nelle sue relazioni con la filosofia europea, a cura di G. Gentile, Bari, Laterza, 1909.
- Logica e metafisica, a cura di G. Gentile, Bari, Laterza, 1911.
- Opere, a cura di G. Gentile, raccolte e aggiornate da Italo Cubeddu e Simona Giannantoni, "Classici della Filosofia", 3 voll., Firenze, Sansoni, 1972.
- Opere, saggio introduttivo, prefazioni, note e apparati di Francesco Valagussa, postfazione di Vincenzo Vitiello, Milano, Bompiani, 2009 ISBN 9788845262258
- Quattro articoli sulla filosofia tedesca (Kant, Fichte, Schelling, Hegel), a cura di Giuseppe Landolfi Petrone, Il Prato, 2015
- Edizione critica delle Opere psicologiche inedite a cura di Domenico D'Orsi:
  - 1976: Lezioni di antropologia
  - 1978: Psiche e metafisica
  - 1984: Elementi di psicologia speculativa
  - 2001: Sulle psicopatie in generale.

- Epistolario (1847-1883), a cura di M. Diamanti, M. Mustè, M. Rascaglia, Roma, Viella, 2020